# ژوزف فوریه
ژان باتیست ژوزف فوریه (به فرانسوی: Joseph Fourier) (زادهٔ ۲۱ مارس ۱۷۶۸ در اوسر – درگذشتهٔ ۱۶ مهٔ ۱۸۳۰ در پاریس) ریاضی‌دان و فیزیک‌دان فرانسوی بود.

## زندگی
پدر فوریه خیّاط بود و زمانی درگذشت که پسرش هشت سال بیشتر نداشت. فوریه در مدرسهٔ نظامی زادگاهش تحصیل کرد. او در ۱۸ سالگی در همین دانشگاه به تدریس ریاضی پرداخت. در انقلاب فرانسه، از آن حمایت کرد. در دوران وحشت فرانسه، مدتی به زندان افتاد. اما در سال ۱۷۹۵ آزاد شد و به استخدام اکول نرمال سوپریور در آمد. وی در سال ۱۷۹۷ جانشین لاگرانژ در اکول پلی‌تکنیک شد و به تدریس پرداخت.
فوریه  در اواخر سدهٔ هجدهم ناپلئون بناپارت را در لشکرکشی به مصر همراهی کرد. وی در مصر، فرماندار مصر سفلی و نیز دبیر بنیاد مصرشناسی بود. پس از بازگشت فوریه از مصر، در سال ۱۸۰۱، فرماندار ایزر (Isère) و در ۱۸۰۸ به لقب بارون مفتخر شد. او از ۱۸۲۲ تا پایان عمر دبیر دائمی فرهنگستان علوم فرانسه بود.
فوریه در فیزیک روی انتقال گرما تحقیق می‌کرد و قانون فوریه از او به جای مانده‌ است. فوریه همچنین کاربرد سری فوریه در مسئله انتقال گرما و ارتعاشات را پیش نهاد.
فوریه در ۱۸۳۰ در ۶۲سالگی درگذشت. پیکرش در گورستان پر-لاشز دفن شد.
فوریه یکی از ۷۲ فرانسوی است که نام‌شان روی برج ایفل حک شده‌است.